# Illa de l'Aire
Illa de l'Aire is de naam van een onbewoond eiland voor de zuidkust van Menorca (Balearen, Spanje). Het langwerpige eiland meet 3,438 km² en heeft een vlak reliëf met een maximale hoogte van 15 meter. Illa de l'Aire situeert zich een halve kilometer uit de kust van Punta Prima, deelgemeente van Sant Lluís.
Het eilandje staat bekend als de enige plaats waar de Sargantana Negro voorkomt, een uiterst zeldzame hagedissoort. De zwarte hagedis is een van de symbolen van Menorca. De enige bebouwing wordt gevormd door een vuurtoren, die de drukke zeeroute van en naar de haven van Maó markeert, en het voormalige vuurtorenwachtershuis. Het eiland kreeg de UNESCO - biosfeerstatus in 1993.